# مذبحة ستوبني دو
مذبحة ستوبني دو كانت مذبحة ارتكبتها القوات الكرواتية ضد المدنيين البوسنيين خلال الحرب الكرواتية البوسنية في قرية ستوبني دو في بلدية فاريش. تم ارتكابها في 23 أكتوبر 1993 من قبل وحدات مجلس الدفاع الكرواتي المسماة «الرسل» و«ماتوريس» بقيادة إيفيكا راييتش الذي اعترف بالذنب أمام المحكمة الجنائية الدولية ليوغوسلافيا السابقة بارتكاب جرائم حرب في أكتوبر 2005. سيطرت القوات الكرواتية على القرية وقتلت معظم الأسرى. اغتصبوا النساء قبل قتلهن ونهبوا جميع المنازل قبل إشعال النار فيها. العدد المؤكد للضحايا ما لا يقل عن 37.

## الخلفية
في أبريل 1993 بلغ التطهير العرقي في وادي لاشفا الذي نفذته الجمهورية الكرواتية في البوسنة والهرسك ضد البوشناق ذروته. استمر التطهير العرقي بعد ذلك أيضا ولكن مع وجود صعوبات حيث بدأ الجيش البوسني في الانتقام من الهجمات الكرواتية. وفقا للاستنتاج في الحكم الصادر ضد الجنرال تيهومير بلاشكيتش ليس هناك شك على الإطلاق في أن الهجمات التي نفذتها مجلس الدفاع الكرواتي في أبريل ويونيو 1993 لم تكن مبررة لأسباب عسكرية بحتة ولكنها استهدفت أيضا المدنيين المسلمين وممتلكاتهم من أجل جعل يفر السكان المدنيون المسلمون ولضمان عدم عودتهم. من أجل تحقيق ذلك تصرف جنود مجلس الدفاع الكرواتي بشكل أساسي على النحو التالي: لقد أرهبوا المدنيين بالقصف المكثف والقتل والعنف. أضرموا النيران بشكل منهجي ودمروا منازلهم الخاصة وأماكن العبادة عادة بعد نهبهم وذبحوا المواشي وصادروا الاحتياطيات الزراعية. وأخيرا اعتقلوا واحتجزوا في معسكرات ثم قاموا أخيرا بتبادل أو طرد المدنيين المسلمين باتجاه الأراضي الخاضعة لسيطرة جيش البوسنة والهرسك. كان التطهير العرقي وحشيا للغاية في بلدية كيسيلياك تحت قيادة إيفيكا راييتش. تلاحظ محكمة المحاكمة في المحكمة الجنائية الدولية ليوغوسلافيا السابقة أن سلطات كيسيلياك أنشأت لجنة رسمية مسؤولة عن طرد المدنيين من المنطقة. أخيرا تشير إلى أن البلدية التي كان يعيش فيها 10000 مسلم قبل الأعمال العدائية لم يبق منها سوى 800 بعد ذلك.
في الختام وكما أشار النقيب لانثير ضابط في القوات المسلحة الكندية خدم مع قوة الحماية من أبريل إلى نوفمبر 1993 والذي تمكن من زيارة العديد من القرى في جيب كيسيلياك بعد الأعمال العدائية:
{{اقتباس|ما حدث في جيب كيسيلياك هو ما يعرف بالتطهير العرقي حيث تمت مهاجمة المواطنين عمدا أي المواطنين من أصل مسلم وهم فقط. أما الآخرون فقد تُركوا دون أن يمسهم أحد. لم تكن القرى هي التي تعرضت للهجوم على وجه التحديد ولكن على وجه التحديد الناس داخل القرى. كان هذا ما سمح لي - هذا هو الاستنتاج الذي توصلت إليه. [...] في رأيي كان من الواضح وبشكل أكبر في وقت لاحق أن العمليات التي نُفِّذت في جيوب فيتيز وكيسيلياك شكلت تطهير عرقي للسكان المسلمين الذين يعيشون هناك. تم تنفيذها بالطريقة العسكرية. تشير التكتيكات المستخدمة واستخدام الأرض وجميع العوامل الأخرى التي ذكرتها سابقا بوضوح تام إلى أن [الوضع لم يكن] أنه يوما بعد يوم يقرر المزارع إبادة جيرانه بل بالأحرى عملية منهجية الإبادة [...] عندما تنظر إلى ما حدث في فيتيز بعد يومين استمر هذا الشيء في جيب كيسيلياك وبعد عدة أيام في بريزا في اللواء 302 هذا قيل لي أن نفس الشيء كان يجري تحضيره لفارس وستوبني دو. وأخبرني هذا اللواء أنه يخشى على ستوبني دو. أظهر التاريخ فيما بعد أن نفس الشيء بالضبط كان سيحدث هناك. لذلك كان الأمر منهجيا ومنظما ولم يكن هناك أي شك على الإطلاق في أن هذه كانت عملية عسكرية ضد سكان مدنيين.

## الإنذار الأخير يونيو 1993
في يونيو 1993 أصدر مجلس الدفاع الكرواتي في فاريس إنذارا نهائيا لمسلمي البوسنة والهرسك في قريتي داشتانسكو وستوبني دو لتسليم أسلحتهم. وسلم سكان قرية داشتانسكو أسلحتهم. في ستوبني دو قبل انتهاء مهلة الإنذار لجأ معظم القرويين إلى القرى المجاورة خوفا من هجوم لكنهم عادوا إلى منازلهم بعد عدة أيام. مع العلم أن الجيش البوسني سيرد إذا هاجم مجلس الدفاع الكرواتي ستوبني دو لنزع سلاح القرية وسحب مجلس الدفاع الكرواتي الإنذار وسمح للقرويين بالاحتفاظ بأسلحتهم.

## هجوم أكتوبر 1993
بحلول أكتوبر 1993 تم عزل القوات الكرواتية ووجدت أن حريتهم في الحركة محدودة بشكل متزايد. كانت القيادة البوسنية الوسطى للكروات قلقة بشأن فاريش التي كانت تخشى أن يتم تسليمها في المفاوضات الدولية. استحوذ مجلس الدفاع الكرواتي على فاريش في يونيو 1992 لكنها كانت دائما معزولة ومحاطة بأراضي تسيطر عليها الحكومة البوسنية. في 23 أغسطس 1993 قدم قادة مجلس الدفاع الكرواتي في فاريش لمراقبي بعثة المراقبة التابعة للاتحاد الأوروبي نسخة من رسالة تم إرسالها إلى فرانيو تودجمان وماتي بوبان وداريو كورديتش يشكون من مستقبل فاريش المقترح كما تقرر في محادثات جنيف عندما اقترح أن تخضع البلدية لسيطرة مسلمي البوسنة والهرسك.

### الوحدات
في 21 أكتوبر 1993 بينما كان إيفيكا راييتش وميليفوي بيتكوفيتش في كيسيلياك طلب قائد لواء بوبوفاك المتمركز في فاريش المساعدة في الرد على هجوم الجيش البوسني على المواقع العسكرية لمجلس الدفاع الكرواتي في بلدية فاريش. أمر ميليفوي بيتكوفيتش إيفيكا راييتش بأخذ قوات مجلس الدفاع الكرواتي والسيطرة على الوضع في بلدة فاريش والمنطقة المحيطة بها. غادر إيفيكا راييتش بلدة كيسيلياك ومعه ما يقرب من مائتي جندي بمن فيهم قادة وجنود وحدتي «ماتوريس» و «أبوستولي» وجنود مجلس الدفاع الكرواتي من كيسيلياك وكاكاني. مرت هذه القوات عبر الأراضي التي يسيطر عليها الصرب ووصلت إلى بلدة فاريش في 22 أكتوبر 1993. وكان من بين القادة والأعضاء الكروات الذين سافروا من كيسيلياك إلى فاريش دومينيك إلياسيفيتش الملقب كومو (الذي أدين لاحقا بارتكاب جرائم حرب من قبل محكمة البوسنة والهرسك) وميروسلاف أنيتش الملقب فيرغا ومارينكو كيبيتش ومارينكو ليوليو ومارينكو شونييتش ومارينكو يوريشيتش الملقب شبيرو.
شاركت وحدات مجلس الدفاع الكرواتي تحت قيادة إيفيكا راييتش بما في ذلك لواء ماتوريسي وبان يوسيب يلاتشي في عمليات سابقة ضد قرى المسلمين البوسنيين في بلدية كيسيلياك وارتكبت جرائم ضد المسلمين البوسنيين بما في ذلك القتل والاغتصاب وتدمير الممتلكات والاعتقال التعسفي والاعتداء الجسدي . عرف إيفيكا راييتش على سبيل المثال أن قادة وأعضاء ماتوريس بما في ذلك ميروسلاف أنيتش الملقب فيرغا قاموا بتشويه المسلمين البوسنيين وعلقوا رؤوسهم في «السوق المفتوحة» في بلدة كيسيلياك. خلال نفس الوقت دومينيك إيلياسيفيتش الملقب كومو كان يقود سيارته حول كيسيلياك مع أذن مسلم مقطوعة متصلة بهوائي سيارته.

## الأوامر
في 23 أكتوبر 1993 أمر سلوبودان برالياك رئيس هيئة الأركان الرئيسية لمجلس الدفاع الكرواتي إيفيكا راييتش وآخرين بـ «تسوية الوضع في فاريش دون إظهار أي رحمة تجاه أي شخص. والعثور على أشخاص على قدر الوقت والمهام». كان أمر سلوبودان برالياك معروفا من قبل قادة وجنود مجلس الدفاع الكرواتي المحليين وزاد من تصعيد الموقف المشحون للغاية والعدواني ضد مسلمي البوسنة والهرسك في منطقة فاريش.
أمر إيفيكا راييتش قوات مجلس الدفاع الكرواتي بما في ذلك جنود كاكاني (الذين أظهروا عدوانا شديدا تجاه السكان المسلمين البوسنيين في فاريش وأظهروا رغبة قوية في تدمير كل ما لم يكن كرواتيا) لمهاجمة ستوبني دو وبوغوش هيل واعتقال واحتجاز العسكريين. رجال مسلمون في بلدة فاريش.
ستوبني دو هي قرية تقع في التلال على بعد كيلومتر واحد جنوب مدينة فاريش ، على ارتفاع 1074 مترا ويؤدي إليها طريق رئيسي واحد عبر نفق. تقع القرية فوق طريق الإمداد الرئيسي المؤدي إلى فاريش (التي تقع على رأس واد تحيط به الجبال من جميع الجهات). فوق القرية قرية مير الكرواتية. قبل الحرب كان سكان ستوبني دو جميعهم من المسلمين البوسنيين (على الرغم من وجود خمس أو ست عائلات صربية غادرت في عام 1992). كان مجموع السكان حوالي 224. تكمن أهمية القرية في أكتوبر 1993 في حقيقة أنها كانت في جيب فاريش (الذي يسيطر عليه مجلس الدفاع الكرواتي) بالقرب من الخطوط الأمامية للجيش البوسني وكذلك الخطوط الأمامية الصربية: وفقا لأحد شهود بعثة المراقبة التابعة للاتحاد الأوروبي هناك نقطة بين الأطراف المتحاربة مثالية للتهريب وتبادل البضائع والأسلحة. لم يكن لدى البوسنيين أي فرصة لمقاومة الهجوم الكرواتي بسبب حقيقة أن وحدة الدفاع الإقليمية البوسنية المحلية كانت سيئة التجهيز ومسلحة بأربعين بندقية (أغلبها للصيد) دون تدريب عسكري: معظمهم كانوا يرتدون ملابس مدنية. بالإضافة إلى ذلك في 17 أكتوبر تم اعتقال واحتجاز ستة من أعضاء هذه الوحدة. وفقا للعقيد شتوت وهو ضابط كندي وعضو في بعثة المراقبة التابعة للاتحاد الأوروبي كانت ستوبني دو قرية غير منظمة ومع عدم وجود ما يشير إلى تعزيز عسكري أو تحصين أو أي أثر للمدفعية. كانت محمية بشكل فضفاض من قبل ستة جنود بوسنيين. من ناحية أخرى كانت وحدات «ماتوريس» و «أبوستولي» وحدات ذات أغراض خاصة مدعومة بالمدفعية الثقيلة.

## جرائم حرب
في ستوبني دو أجبر قادة وجنود مجلس الدفاع الكرواتي المدنيين البوسنيين المسلمين على الخروج من منازلهم وأماكن اختبائهم وسلبوا أشياءهم الثمينة وقتلوا الرجال والنساء والأطفال عن عمد واعتدوا جنسيا على النساء. تم إجبار اثني عشر قرويا على دخول سقيفة وقام جنود مجلس الدفاع الكرواتي بإشعال النار فيها. أسفر هجوم مجلس الدفاع الكرواتي على ستوبني دو عن مقتل ما لا يقل عن سبعة وثلاثين من الرجال والنساء وكبار السن والأطفال البوسنيين (ستة منهم كانوا من المقاتلين). في 23-24 أكتوبر 1993 تم تدمير معظم القرية إما كليا أو جزئيا.
فيما يتعلق بمسلمي البوسنة والهرسك الذين لقوا حتفهم في الهجوم فقد قُتل على الأقل ما يلي: ثلاثة رجال وامرأة واحدة تم إعدامهم بالرصاص أو بقطع أعناقهم وتم اقتياد امرأة إلى منزل من قبل جندي مجلس الدفاع الكرواتي حيث تم إعدامها العثور على امرأتين كبيرتين إحداهما مريضة محترقة داخل منزل. تم إطلاق النار على رجل عدة مرات من مسافة قريبة بعد أن رفض إعطاء نقود لجندي مجلس الدفاع الكرواتي عندما حاولت مجموعة من مسلمي البوسنة والهرسك (رجل وتسع نساء وثلاثة أطفال) الفرار وقُتل الرجل بالرصاص (عُثر على جثته نصف المحترقة في نفس المكان الذي أصيب فيه بالرصاص) واثنتان من النساء وقُتل الأطفال الثلاثة أمام منزلهم وتم العثور على ثلاث من الشابات اللائي هربن من المواجهة الأولية مع جنود مجلس الدفاع الكرواتي مختبئين في قبو صغير وقتلن وتم العثور على سبعة أفراد من نفس الأسرة (رجلان وثلاث سيدات وطفلين تتراوح أعمارهم بين 2 و 3 سنوات) محترقين داخل ملجأهم ونُقل رجل أصيب بجروح بالغة في ساقيه إلى منزل أضرمته فيما بعد جنود مجلس الدفاع الكرواتي (تم العثور على جثة الرجل المحترقة مع جثة أخرى محترقة في وقت لاحق داخل المنزل). تم اقتياد امرأة إلى غرفة وإطلاق النار عليها ثم أضرمت النيران في المنزل.
قدم شاهدان دوليان أدلة على ما وجدوه في القرية في أعقاب الهجوم. الأول رولف ويكيسر كان مراقب بعثة المراقبة التابعة للاتحاد الأوروبي الذي حاول الوصول إلى القرية في صباح اليوم التالي للهجوم لكنه وجد مجلس الدفاع الكرواتي يغلق الطريق ويرفض الدخول: بدا الجنود وكأنهم في حالة سكر وكانوا يصرخون وقالوا: «لم نفعل أحب هذه الوظيفة لكن كان علينا القيام بها ونحن لا نحب قادتنا». في 27 أكتوبر 1993 نجح الشاهد أخيرا في الوصول إلى ستوبني دو بمساعدة الكتيبة المحلية التابعة لقوة الحماية (الكتيبة الهولندية). وجد مشهدا للدمار الكامل مع المنازل التي لا تزال مشتعلة وحوالي 20 جثة محترقة لم يتم التعرف عليها بعضها جثث أطفال. لم تكن هناك بوادر للقتال.
في بلدة فاريش اعتقل مجلس الدفاع الكرواتي بما في ذلك أفراد من أبوستولي ووحدات الشرطة العسكرية أكثر من 250 مسلما بوسنيا واحتجزتهم في مدرستي «إيفان غوران كوفاتشيتش» و «فلاديمير نازور». خلال عملية اعتقال الرجال المذكورين أعلاه دخل قادة وجنود مجلس الدفاع الكرواتي المنازل واعتدوا جسديا وذهنيا على السكان والأشخاص الحاضرين وسلبوا أشياءهم الثمينة. تعرض الرجال المسلمون البوسنيون المحتجزون للضرب والإيذاء على أيدي جنود مجلس الدفاع الكرواتي. خلال الفترة من 23 أكتوبر إلى 3 نوفمبر 1993 تقريبا في بلدة فاريش قام قادة وجنود مجلس الدفاع الكرواتي تحت قيادة وسيطرة إيفيكا راييتش بنهب ممتلكات المسلمين والاستيلاء عليها وسرقة ممتلكات المسلمين من الأشياء الثمينة والاعتداء الجنسي على النساء المسلمات.

## عملية التستر
في 23 أكتوبر 1993 أبلغت إيفيكا راييتش وداريو كورديتش وميليفوي بيتكوفيتش وتيهومير بلاشكيتش وماريو برادارا (قائد لواء بان يوسيب يلاتشيتش): «أجريت تقييما وفي ساعات الصباح نفذت هجوما على ستوبني دو وبوغوش [...] تم تطهير مدينة فاريش ووضع جميع المسلمين في سن التجنيد تحت المراقبة. [...] اعتبارا من اليوم فاريش كرواتية وسنقاتل لإبقائها على هذا النحو - يجب أن تساعدني».
بين مساء يوم 23 أكتوبر 1993 و 26 أكتوبر 1993 رفض إيفيكا راييتش عدة طلبات من قبل قوة الحماية التابعة للأمم المتحدة لدخول ستوبني دو والمدرستين المحليتين في بلدة فاريش من أجل التحقيق في ما حدث في هذه المواقع. بناء على تعليمات من رؤسائه في مجلس الدفاع الكرواتي بما في ذلك ميليفوي بيتكوفيتش وشارك إيفيكا راييتش في تغطية الجرائم المرتكبة في وحول مدينة فاريش وستوبني دو. وقد اشتمل التستر على تحقيق كاذب كان يهدف إلى إخفاء الطبيعة الحقيقية للجرائم المرتكبة ومداها. وقع إيفيكا راييتش على تقارير التحقيق التي أعدتها المخابرات العامة مع العلم أنها تضمنت معلومات كاذبة. كجزء من هذا التستر أمر ميليفوي بيتكوفيتش إيفيكا راييتش بتغيير اسمه إلى فيكتور أندريتش. في الواقع لم يجر مجلس الدفاع الكرواتي أبدا تحقيقا حقيقيا في ما حدث في بلدة فاريش أو في ستوبني دو ولم يتم معاقبة أي قائد أو جندي مجلس الدفاع الكرواتي بما في ذلك إيفيكا راييتش أو تأديبه أو عزله على ما حدث في هذه المواقع.

## ما بعد الكارثة
غادر إيفيكا راييتش بلدة فاريش في 26 أكتوبر 1993 تاركا بورو مالباشيتش وكريسيمير بوتشيتش في القيادة. في 1 نوفمبر 1993 قام مجلس الدفاع الكرواتي بترقية إيفيكا راييتش إلى رتبة عقيد نشط. في 27 ديسمبر 1993 أبلغ إيفيكا راييتش سلطات مجلس الدفاع الكرواتي بما في ذلك ميليفوي بيتكوفيتش أنه حسب الأمر كان يغير اسمه إلى فيكتور أندريتش. في 30 ديسمبر 1993 في إجراء يهدف إلى إبلاغ المجتمع الدولي بأن إيفيتشا راييتش قد عوقب وعُزل من القيادة بسبب ما حدث في فاريش وستوبني دو أزال مجلس الدفاع الكرواتي «إيفيكا راييتش» من القيادة وتم تعيين فيكتور أندريتش ليحل محله. غادر راييتش البوسنة والهرسك بعد الضغط على السلطات الكرواتية للقبض على مجرمي الحرب المتهمين. بمساعدة بعض المؤسسات الكرواتية كان يختبئ في كرواتيا حتى 5 أبريل 2003 عندما تم إلقاء القبض عليه أخيرا. وفي 27 يونيو 2003 و 29 يناير 2004 دفع ببراءته من جميع التهم الموجهة إليه. ومع ذلك في 26 أكتوبر 2005 أقر بأنه مذنب في الانتهاكات الجسيمة لاتفاقيات جنيف. وفي 8 مايو 2006 حُكم عليه بالسجن لمدة 12 عاما وفي 13 أبريل 2007 نُقل إلى إسبانيا ليقضي ما تبقى من عقوبته.
في 1 نوفمبر 2010 استسلم ميروسلاف أنيتش وهو عضو سابق في فرقة «ماتوريس» للأغراض الخاصة مع مجلس الدفاع الكرواتي المشتبه بارتكابه جرائم حرب في فاريش وكيسيلياك وتحديدا مذبحة ستوبني دو للسلطات في البوسنة والهرسك.